# Мосальский, Фёдор Фёдорович
Фёдор Фёдорович Мосальский (13 [25] ноября 1810, Гродно — 15 [27] октября 1886, Санкт-Петербург) — русский инженер, генерал-майор, член совета Министерства путей сообщения, князь, тайный советник. Внук кораблестроителя Д. А. Мосальского.

## Биография
Родился в Гродно 13 (25) ноября 1810 года — сын статского советника Фёдора Даниловича Мосальского (1779—1829) и дочери тайного советника Елены Ивановны Богаевской. Старший брат генерала Николая Мосальского.
Поступил портупей-прапорщиком в Институт корпуса инженеров путей сообщения (1828), произведён в прапорщики, с оставлением при институте для окончания изучения курса наук (1829). Подпоручик (1830), поручик, с назначением на службу в III округ путей сообщения (1831), где производил изыскания по устройству шоссе от Подольска до Бобруйска. Произведён в капитаны (1835), майоры (1843) и назначен начальником 4-го отделения IV округа путей сообщения. Произведён в подполковники (1847). Назначен членом общего присутствия 4-го отделения IV округа путей сообщения (1851). Произведён в полковники (1856). Определён начальником V округа путей сообщения (1861). Произведён в генерал-майоры (1862). Назначен директором департамента сухопутных сообщений (1870). Член совета министерства путей сообщений (1873). Член комитета по устройству Мариинского водного пути (1874).
Указом Правительствующего сената от 5 ноября 1862 года Ф. Ф. Мосальскому возвращено утерянное княжеское достоинство. В 1885 году произведён в тайные советники.
Умер 15 (27) октября 1886 года в Санкт-Петербурге. Похоронен на Смоленском православном кладбище.

## Награды
Награждён многими орденами, среди которых: Святого Станислава, Святой Анны 1-й степени, Святого Владимира 2-й и 3-й степени и другие награды.

## Семья
Был женат дважды:
1. на Анне Фёдоровне Гильтебрандт (1807—1848), дочери доктора медицины Ф. А. Гильтебрандта.
2. на Глафире Дмитриевне Серебряковой (?—1895), дочери тайного советника Д. С. Серебрякова.

Сын от второго брака: Сергей Фёдорович (1855—1891) — вице-консул в Париже, титулярный советник; был женат на дочери генерал-майора, баронессе Марии Владимировне Меллер-Закомельской (1861—1907).